# Lactobacillus reuteri
O Lactobacillus reuteri é uma bactéria Gram-positiva que naturalmente habita o intestino de mamíferos e aves. Descrita pela primeira vez no início dos anos 80, algumas cepas de L. reuteri são usadas como probióticos.

## Descoberta
Na virada do século XX, L. reuteri foi registrado em classificações científicas como bactérias de ácido láctico, embora nessa época ele tenha sido erroneamente agrupado como um membro do Lactobacillus fermentum. Na década de 1960, outros trabalhos do microbiologista Gerhard Reuter - para quem a espécie acabou sendo nomeada - começaram a distinguir L. reuteri de L. fermentum. Reuter reclassificou a espécie como "Lactobacillus fermentum biótipo II". L. reuteri foi eventualmente identificado como uma espécie distinta em 1980 por Kandler et al. Este grupo encontrou diferenças significativas entre L. reuteri e outros biótipos de L. fermentum e, portanto, propôs que fosse dada identidade formal de espécie. L. reuteri foi então reconhecido como uma espécie separada dentro de Lactobacillus.

## Prevalência
No início dos anos 80, os cientistas começaram a encontrar L. reuteri em muitos ambientes naturais. Foi isolado de muitos alimentos, especialmente carne e leite.
O interesse em L. reuteri começou a aumentar quando os cientistas descobriram que colonizava os intestinos de animais saudáveis. Reuter primeiro isolou L. reuteri de amostras fecais e intestinais humanas na década de 1960. As mesmas experiências - tentando isolar L. reuteri das fezes e do intestino de animais saudáveis - foram feitas em espécies não humanas, demonstrando que L. reuteri parece estar presente em todo o reino animal. Por exemplo, descobriu-se que L. reuteri estava presente naturalmente nos intestinos de ovelhas, galinhas, porcos [8] e roedores saudáveis.
Além disso, um estudo em busca de 18 espécies principais na microbiota intestinal, incluindo L. acidophilus, em uma variedade de animais descobriu que L. reuteri foi a única espécie a constituir um "componente principal" das espécies de Lactobacillus presentes no intestino de cada dos animais hospedeiros testados. É um dos membros mais onipresentes da microbiota intestinal de mamíferos.
Numa descoberta relacionada, cada hospedeiro parece ter uma estirpe específica de hospedeiro de L. reuteri, e. uma linhagem de rato para ratos, uma linhagem de porco para porcos, etc.  A universalidade de L. reuteri, em conjunto com essa especificidade de hospedeiro evoluída, levou os cientistas a inferir sobre sua importância na promoção da saúde do organismo hospedeiro.

## Resultados clínicos em humanos
Embora L. reuteri ocorra naturalmente em humanos, não é encontrado em todos os indivíduos. A suplementação dietética pode sustentar altos níveis dela naqueles com deficiências. A ingestão oral de L. reuteri mostrou colonizar eficazmente os intestinos de indivíduos saudáveis. A colonização começa dentro de dias após a ingestão, embora os níveis caiam meses depois, se a ingestão for interrompida. L. reuteri é encontrado no leite materno.  A ingestão oral por parte da mãe aumenta a quantidade de L. reuteri presente em seu leite e a probabilidade de que ele seja transferido para a criança.
L. reuteri beneficia seu hospedeiro de várias maneiras, particularmente combatendo infecções prejudiciais e mediando o sistema imunológico.

## Efeitos

#### Antimicrobiano
O L. reuteri é conhecido por produzir reuterina, reutericina 6  e reutericilina.

#### Reuterina
No final dos anos 80, Walter Dobrogosz, Ivan Casas e seus colegas descobriram que L. reuteri produzia uma nova substância antibiótica de amplo espectro através da fermentação do glicerol pelo organismo. Eles nomearam essa substância como reuterina, depois de Reuter. Reuterina é um equilíbrio dinâmico de múltiplos compostos (sistema HPA, HPA) que consiste em 3-hidroxipropionaldeído, seu hidrato e seu dímero. Em concentrações acima de 1,4 M, o dímero HPA foi predominante. No entanto, em concentrações relevantes para sistemas biológicos, o hidrato de HPA foi o mais abundante, seguido pela forma de aldeído.
A reuterina inibe o crescimento de algumas bactérias nocivas Gram-negativas e Gram-positivas, juntamente com leveduras, fungos e protozoários. Pesquisadores descobriram que L. reuteri pode secretar quantidades suficientes de reuterina para alcançar os efeitos antimicrobianos desejados. Além disso, com cerca de quatro a cinco vezes a quantidade de reuterina seria necessária para matar "boas" bactérias intestinais (isto é, L. reuteri e outras espécies de Lactobacillus) como "ruins", isso permitiria que L. reuteri removesse invasores intestinais sem prejudicar outros intestinos. microbiota.
Alguns estudos questionam se a produção de reuterina é essencial para a atividade de promoção da saúde de L. reuteri. A descoberta de que produz uma substância antibiótica levou a uma grande quantidade de pesquisas adicionais. No início de 2008, L. reuteri foi confirmado como capaz de produzir reuterina no trato gastrointestinal, melhorando sua capacidade de inibir o crescimento de E. coli.
O grupo de genes que controla a biossíntese de reuterina e cobalamina no genoma de L. reuteri é uma ilha genômica adquirida de uma fonte anômala.

#### Segurança
A manipulação da microbiota intestinal é complexa e pode causar interações bactéria-hospedeiro. [25] Embora os probióticos, em geral, sejam considerados seguros, existem preocupações sobre seu uso em certos casos. Algumas pessoas, como aquelas com sistema imunológico comprometido, síndrome do intestino curto, cateteres venosos centrais, doença das válvulas cardíacas e bebês prematuros, podem estar sob maior risco de eventos adversos. Raramente, o consumo de probióticos pode causar bacteremia, fungemia e sepse, infecções potencialmente fatais, em crianças com sistema imunológico diminuído ou que já estão gravemente doentes. [28]

## Saúde intestinal
Um dos efeitos melhor documentados de L. reuteri é no tratamento de doenças diarreicas em crianças, onde diminui significativamente a duração dos sintomas. O tratamento da diarreia rotaviral com L. reuteri encurta significativamente a duração da doença em comparação com o placebo. Este efeito é dependente da dose: quanto mais L. reuteri é consumido, mais rapidamente a diarreia cessa. L. reuteri é eficaz como profilático para esta doença; crianças alimentadas enquanto saudáveis são menos propensas a adoecer com diarréia. Com relação à prevenção de infecções intestinais, a pesquisa comparativa descobriu que L. reuteri é mais potente que outros probióticos. Pesquisas com animais revelaram que ele reduzva os complexos motores e, portanto, a motilidade intestinal.
L. reuteri pode ser eficaz no tratamento da enterocolite necrosante em recém nascidos prematuros. Meta-análise de estudos randomizados sugere que a L. reuteri pode reduzir a incidência de sepse e encurtar a duração necessária do tratamento hospitalar nessa população.
L. reuteri é um tratamento eficaz contra cólicas infantis Estudos sugerem que crianças com cólica tratadas com L. reuteri experimentam uma redução no tempo gasto chorar em comparação com aqueles tratados com simeticona ou placebo. [40] No entanto, a cólica ainda é pouco conhecida e não está claro por que ou como a L. reuteri melhora seus sintomas. Uma teoria afirma que os bebês afetados choram por causa do desconforto gastrointestinal; Se este é o caso, é plausível que L. reuteri aja de alguma forma para diminuir esse desconforto, já que sua residência primária é dentro do intestino.
Evidências crescentes indicam que L. reuteri é capaz de combater o patógeno intestinal Helicobacter pylori, que causa úlcera péptica e é endêmico em partes do mundo em desenvolvimento. Um estudo mostrou que a suplementação dietética de L. reuteri sozinho reduz, mas não erradica, o H. pylori no intestino. Outro estudo descobriu que a adição de L. reuteri à terapia com omeprazol aumentou drasticamente (de 0% para 60%) a taxa de cura de pacientes infectados com H. pylori em comparação com a droga isolada. [42] Ainda outro estudo mostrou que L. reuteri efetivamente suprimiu a infecção por H. pylori e diminuiu a ocorrência de sintomas dispépticos, embora não tenha melhorado o resultado da antibioticoterapia. [43]

### Saúde bucal
L. reuteri pode ser capaz de promover a saúde bucal, já que se comprovou que ele mata o Streptococcus mutans, uma bactéria responsável pela cárie dentária. Uma tela de várias bactérias probióticas encontrou L. reuteri como a única espécie testada capaz de bloquear S. mutans. Antes de iniciar o teste em seres humanos, outro estudo mostrou que L. reuteri não teve efeitos prejudiciais nos dentes. Ensaios clínicos provaram que pessoas cujas bocas são colonizadas por L. reuteri (via suplementação dietética) têm significativamente menos S. mutans. Como esses estudos foram de curta duração, não se sabe se L. reuteri previne a cárie dentária. No entanto, uma vez que é capaz de reduzir o número de uma importante bactéria causadora de cáries, isso seria esperado.
A gengivite pode ser melhorada pelo consumo de L. reuteri. Pacientes com gengivite grave apresentaram diminuição do sangramento gengival, formação de placa e outros sintomas associados à gengivite, em comparação ao placebo após goma de mascar contendo L. reuteri.

### Saúde geral
Protegendo contra muitas infecções comuns, L. reuteri promove bem-estar geral tanto em crianças como em adultos. Estudos duplo-cegos e randomizados em creches descobriram que bebês alimentados com L. reuteri ficam doentes com menos frequência, requerem menos consultas médicas e estão ausentes em menos dias do centro em comparação ao placebo e ao probiótico competitivo Bifidobacterium lactis.
Resultados semelhantes foram encontrados em adultos; aqueles que consomem diariamente a L. reuteri acabam adoecendo 50% menos frequentemente, conforme medido pela diminuição do uso de licenças por doença.